# Shots Fired
Shots Fired (en castellano: Fuego abierto) es una serie dramática americana para la televisión de diez partes lanzada a la antena por la Fox del 22 al 24 de mayo de 2017.

## Trama
Después de que un hombre blanco desarmado fuera asesinado en un control de tráfico por un agente de policía afroamericano, el Departamento de Justicia abre una investigación. Mientras el investigador y el fiscal especial, estudian el tiroteo, llega a su conocimiento que la policía ignora el asesinato de un adolescente afroamericano.

## Reparto principal
- Sanaa Lathan como Ashe Akino, detective experto del DOJ.
- Stephan James como abogado Preston Terry del DOJ.
- Helen Hunt como Patricia Eamons, Gobernadora de Carolina del Norte.
- Richard Dreyfuss como Arlen Cox, un agente inmobiliario.
- Stephen Moyer como Teniente Breeland.
- Will Patton como Sheriff Daniel Platt.
- Jill Hennessy como Alicia Carr, madre del joven muerto por el ayudante Beck.
- DeWanda Wise como Shameeka Campbell, madre del chico de diecisiete años asesinado.
- Conor Leslie como Sarah Ellis, asesora del gobernador.
- Tristan Wilds como Joshua Beck, el ayudante del sheriff.[4]
- Clare-Hope Ashitey como Kerry Beck, mujer de Joshua Beck, el ayudante del sheriff.
- Aisha Hinds como Pastor Janae James.

## Producción

### Desarrollo
El 10 de diciembre de 2015, Fox anunció que había dado estatus de serie a Shots Fired. Gina Prince-Bythewood y Reggie Rock Bythewood crearon la serie como un drama que apunta a reflejar las tensiones raciales y los incidentes con muertes causadas por la policía que tienden a espolear manifestaciones y ultrajes a lo largo del país. Gina y Reggie será productor ejecutivo junto con Francie Calfo y Brian Grazer.

### Filmación
El marzo de 2016, los equipos empezaban a filmar la serie en Kannapolis, Carolina del Norte. continuando el trabajo en el área a lo largo de julio. tuvieron lugar Filmaciones en Gastonia y Salisbury el abril de 2016. El  Palacio de Justicia del Condado apareció como el Palacio de Justicia del Condado de Gate, y una furgoneta de noticias de WJZY real aparecía en una escena. Otras escenas fueron filmadas en Concord, Mooresville y Charlotte. En mayo, James B. Duke Memorial Library de Johnson C. Smith University apareció como la biblioteca de la Universidad Estatal de Carolina del Norte

### Casting
Diciembre de 2015:
Sanaa Lathan como Ashe Akino.
Febrero de 2016:
DeWanda Wise como Shameeka Campbell y Conor
Leslie como Sarah Ellis. Marzo de 2016:
Stephan James como Preston Terry
Tristan Wilds y Aisha Hinds como Agente Belk (Beck) y Pastor Janae James, respectivamente;
Helen Hunt, Richard Dreyfuss, y Stephen Moyer como Patricia Eamons, Arlen Cox, y Agente Breeland, respectivamente;
Patton como Sheriff Daniel Platt;
Jill Hennessy como Alicia Carr; 
Clare-Hope Ashitey como Kerry Beck.

## Episodios
1. (Hour One: Pilot)
2. (Hour Two: Betrayal of Trust)
3. (Hour Three:Somebody's Son)
4. (Hour Four: Truth)
5. (Hour Five: Before the Storm)
6. (Hour Six: The Fire This Time)
7. (Hour Seven: The Content of Their Character)
8. (Hour Eight: Rock Bottom)
9. (Hour Nine: Come to Jesus)
10. (Hour Ten: Last Dance)